# 인팩
인팩(INFAC Corp.)은 대한민국의 기업이다. 본사는 서울특별시 송파구 백제고분로 450에 위치해 있으며 대표이사는 최오길이다. 2021년에 폴란드 법인을 설립하여 폴란드에 공장을 운영중이다

## 참고문헌
1. ↑  인팩, 국내 최초 개발 에어서스펜션 솔레노이브 밸브 포르쉐 공급 기대감에 상승세, 이투데이, 2022-09-06
2. ↑  인팩, 폴란드 공장 준공…연간 1200만개 배터리 모듈 생산, 전자신문, 2023-10-13
3. ↑  인팩, SK온·LG엔솔과 손잡고 간다···목표가 1만7000원-리서치알음, Fn뉴스, 2023.07.03